# Nuova strada ANAS 357 ex SS 337 della Val Vigezzo (Tratto sotteso dalla Galleria di Paiesco)
La nuova strada ANAS 357 ex SS 337 della Val Vigezzo (Tratto sotteso dalla galleria di Paiesco) (NSA 357) era una strada statale italiana in attesa di classificazione definitiva. Dall'agosto 2022 la gestione della strada è passata al comune di Trontano, diventando dunque strada comunale.
Ha inizio nei pressi di Paiesco all'altezza del km 7+300 e, dopo aver superato la strada che raggiunge tale località, si innesta sulla SS 337 al km 8+900. Il suo tracciato era parte integrante della strada statale 337 della Val Vigezzo ed è attualmente sotteso ad essa a seguito della realizzazione di una nuova gallegria della lunghezza complessiva di circa 1600 metri (galleria di Paiesco), tra il chilometro 7+300 e l'8+900.